# ブラック・レコード〜禁じられた記録〜
『ブラック・レコード〜禁じられた記録〜』（ブラックレコード きんじられたきろく、Glorious 39）は2009年のイギリスのサスペンス映画。日本では劇場未公開だがWOWOWで2013年4月14日に放送された。

## ストーリー
マイケル・ウォルトンという青年が、ウォルターとオリヴァーのペイジ兄弟を訪ねて来る。マイケルは祖母セリアの姉アンに何が起きたのかを聞きたいと言う。ウォルターは70年前の思い出を語り始める。
アンは名門キース家の長女として育ち、女優として仕事にも恵まれ、家族と幸せに暮らしていた。父親は有名な議員であるアレクサンダー卿で、アンは卿夫妻に子供が出来ないことから養女として引き取られた娘であるが、アンが養女となった後に夫妻の間に生まれた実の子である弟ラルフと妹セリアとは、実の姉弟妹のように仲睦まじかった。ウォルターとオリヴァーはアレクサンダー卿の甥で、アンらの従弟に当たる。
第二次世界大戦開戦前の1939年夏、アンは郊外の屋敷の倉庫で会議を録音したと思われるレコードを見つける。その後、家族ぐるみで親しかった若手議員ヘクターが自殺と見られる謎の死を遂げる。レコードに録音された内容がヘクターの死に関係していると気付いたアンは、相談のために友人の俳優ギルバートにレコードを渡すが、ギルバートもまた不自然な自殺をする。
アンが別のレコードを聞いてみると、そこには内務省勤務の男バルコムの他に、外務省に勤める弟ラルフの声が録音されていた。ショックを受けたアンは外務省に勤務する恋人ローレンスに相談するが、ローレンスはラルフの関与を含め全てを知っていた。ローレンスにレコードを渡すことになったアンは約束の場所に向うが、ローレンスは姿を現さない。不審に思ったアンが付近を探すと、ローレンスが殺されているのを見つける。激しいショックを受けながら、その場を逃げ出したアンを父アレクサンダー卿が捕らえ、アンはそのまま幽閉される。そして、アンの前に現れたバルコムによって、全てがドイツとの戦争を避けるためのアレクサンダー卿の企みであることを知らされる。イギリスのためという大義名分の下、ラルフとセリアをはじめ、当時はまだ子供だったウォルターを含めた一族全員が父に協力していると言うが、アンは頑として協力を拒む。
ある日、母モードが他の家族の留守中に鍵を開けてアンを逃がす。アンは家族と幸せに過ごしていた日々を思い出すが、それを振り切って走り去る。
ウォルターがアンの姿を見たのはこれが最後となる。関係者は全て亡くなり、生き残っているのはウォルターとオリヴァーの兄弟のみ。ウォルターはアンのその後について20年前にカナダで亡くなったらしいことをマイケルに告げる。インタビューを終えたマイケルはウォルターとオリヴァーに母に会って欲しいと言う。マイケルが2人を連れて公園にやって来ると、そこには1人の老女が乗った車椅子を押すマイケルの母がいた。その老女はアンだった。マイケルは全てを知った上で、ウォルターの口から真実を聞きたかったのだと言う。

## キャスト
- アン・キース - ロモーラ・ガライ/ミュリエル・パヴロウ： 歴史ある名門キース家当主の長女（養女）。女優。
- アレクサンダー卿 - ビル・ナイ： アンの養父。庶民院議員。
- エリザベス - ジュリー・クリスティ： アンの叔母。
- ラルフ - エディ・レッドメイン： アンの弟。外務省勤務。
- セリア - ジュノー・テンプル： アンの妹。
- モード - ジェニー・アガター： アンの養母。ラルフとセリアの実母。
- ギルバート - ヒュー・ボネヴィル： アンの年上の友人。俳優。
- ローレンス - チャーリー・コックス： アンの恋人。外務省勤務。
- オリヴァー・ペイジ - コリン・レッドグレイヴ： アレクサンダー卿の甥（妹の息子）。
- ヘクター・ホルダーン - デイヴィッド・テナント： 若手議員。キース家と家族ぐるみの友人。ローレンスの友人。
- ジョセフ・バルコム - ジェレミー・ノーサム： 内務省勤務の謎めいた男。
- ウォルター・ペイジ - サム・キューブリック＝フィニー/クリストファー・リー： オリヴァーの兄。教会の聖歌隊に所属。
- マイケル・ウォルトン - トビー・レグボ： セリアの孫息子。